# バムン王国

バムン王国

バムン王国の位置

バムン王国（バムーン王国､英語: Kingdom of Bamum ドイツ語:Königreich Bamum）とは、1394年から1916年まで現在のカメルーン西部に位置した王国。首都をフーンバンにおいた。

## 歴史

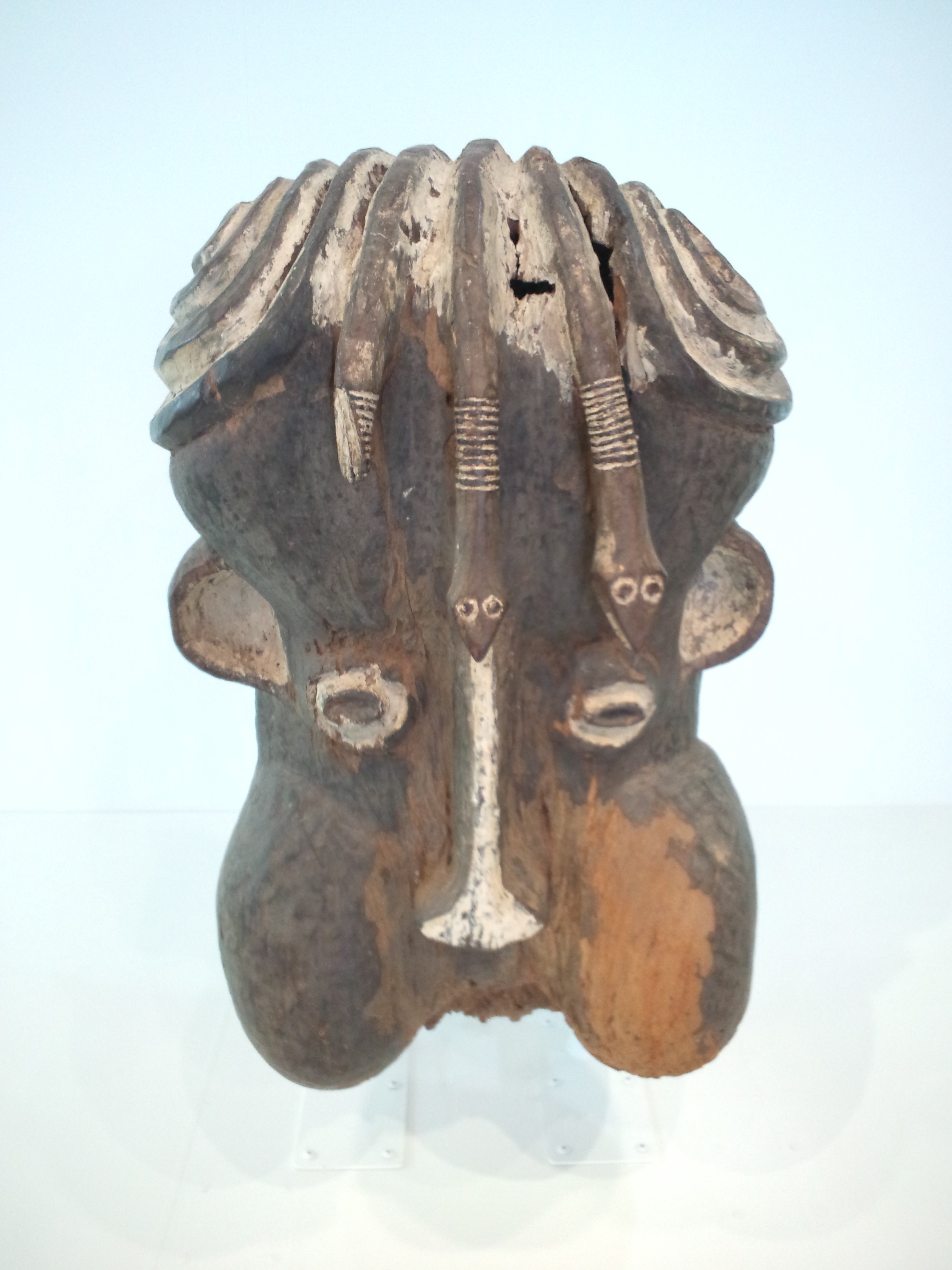
バムン王国の王の仮面「アトゥア・コム」